# 藤本寿彦
藤本 寿彦（ふじもと としひこ、1952年- ）は、日本近代文学研究者、奈良大学教授。

## 略歴
愛媛県生まれ。1978年明治大学大学院日本文学博士課程満期退学。都留文科大学助教授をへて、奈良大学国文学科教授。現代詩や幸田文について研究・著述している。

## 著書
- 『水夫の足 : 丸山薫の事など』七月堂、1993年8月。NCID BN13596838
- 『幸田文「わたし」であることへ 「想ひ出屋」から作家への軌跡をたどる』翰林書房 2007年8月 ISBN 978-4877372538
- 『周縁としてのモダニズム 日本現代詩の底流』双文社出版 2009年2月 ISBN 978-4881645895
- 『幸田文「台所育ち」というアイデンティティー』田畑書店 2017年9月 ISBN 978-4803803457

### 編著
- 『『帆・ランプ・鴎』論叙説』堅香子社〈堅香子叢書〉、1983年10月。NCID BA48213106
- 『解纜』解纜の会（川崎）、1986年12月 - 。ISSN 0913-4263
- 『丸山薫』人物書誌大系 編 日外アソシエーツ 1985年5月 ISBN 4816904492
- 『日本文学研究文献要覧 : 現代日本文学 1975〜1984』日外アソシエーツ（編）、日外アソシエーツ、1994年5月。ISBN 4816912320
- 『日本文学研究文献要覧 : 現代日本文学 1985〜1989』日外アソシエーツ（編）、日外アソシエーツ、1995年6月。ISBN 4816913092
- 『世界遺産学を学ぶ人のために』奈良大学文学部世界遺産を考える会（編）、世界思想社、2000年10月。ISBN 479070842X
- 『コレクション・モダン都市文化 第31巻 「帝都」のガイドブック』編 ゆまに書房 2008年1月 ISBN 978-4843321317
- 『會津八一書簡図録 : 上司海雲宛』浅田隆ほか（編）、奈良大学図書館、2008年3月。全国書誌番号:21400194、NCID BA85290456。
- 『コレクション・都市モダニズム詩誌 第5巻 新散文詩運動』編 ゆまに書房 2011年4月 ISBN 978-4843328873

## 論文
- <藤本寿彦